# 101 (število)
101 (stó êna) je naravno število, za katero velja 101 = 100 + 1 = 102 - 1.

## V matematiki
- 101 = 13 + 17 + 19 + 23 + 29.
- četrto iregularno praštevilo.
- šesto palindromno praštevilo.
- Eisensteinovo praštevilo brez imaginarnega ali realnega dela oblike {\displaystyle 3n-1}.

## V znanosti
- vrstno število 101 ima mendelevij (Md).

## Drugo

### Leta
- 101 pr. n. št.
- 101, 1101, 2101